# 大平台站
大平台站（日语：／ Ōhiradai eki */?）是一個位於神奈川縣足柄下郡箱根町大平台，屬於小田急箱根鐵道線（箱根登山電車）的鐵路車站。車站編號是OH 53。

## 概要
大平台站是全條小田急箱根鐵道線中第二個可交換列車的折返式路段，也是唯一同時兼辦客運的車站。標高原為349米，2013年經再次勘定高度後更改為337米。
在現行的時間表下，本站是其中一個列車交換車站，日中時間每小時皆有三班列車需在此進行交換。

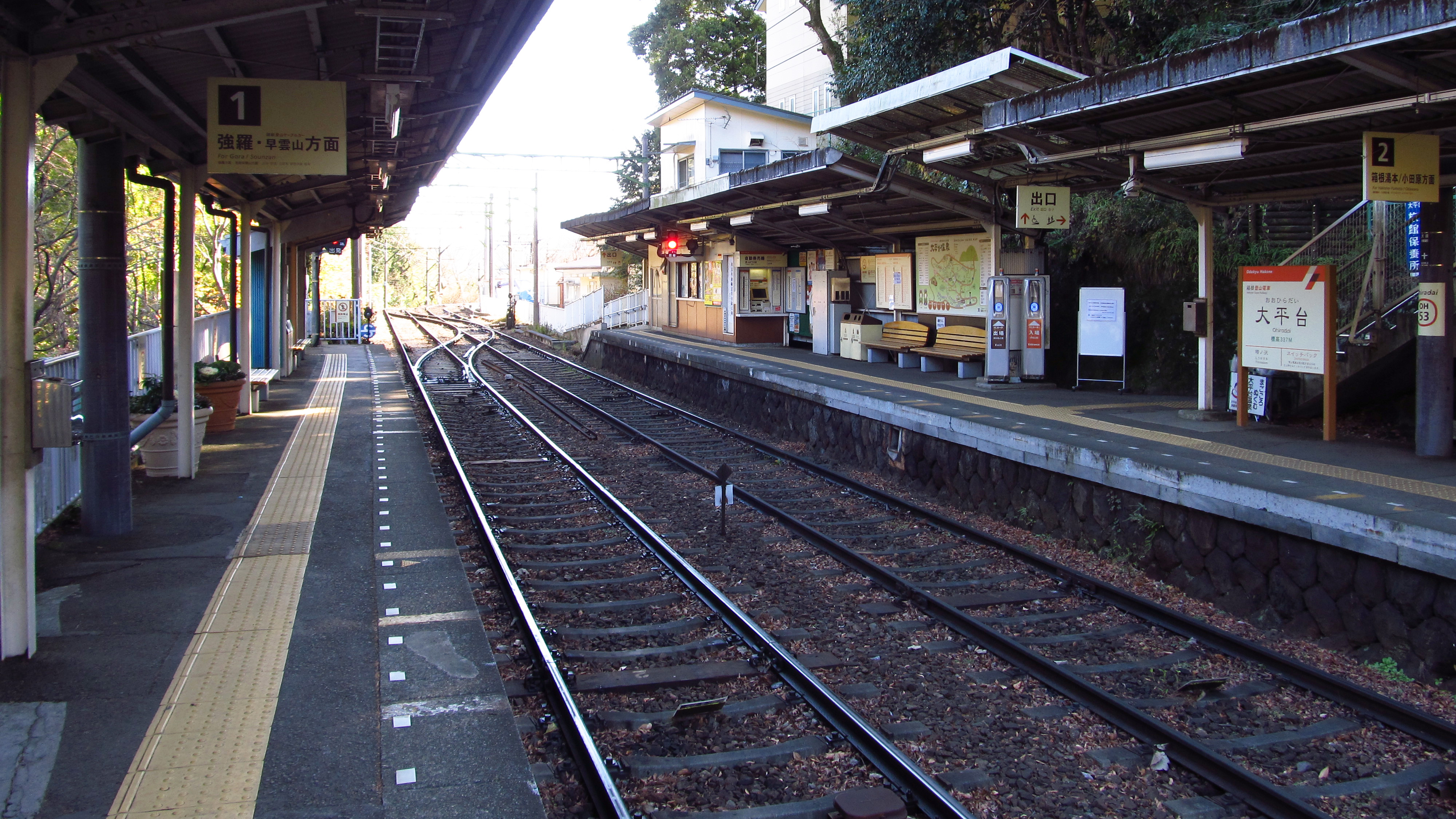
月台(2017年12月)

## 車站結構
本站為木製的單層站房，但一直以來均被用作附近溫泉旅館的查詢及介紹服務翻新後左側部份只用作儲物室，右側前端改為開放式休息處，後方則改為自助查詢角落。要穿過站舍，沿下行樓梯直接到達2號月台，才是站務室的所在處。旁邊設有自動售票機及對應PASMO車票的感應器，而每天9:00-17:00亦有站員駐守。
除了樓梯出入口外，另外亦有無障礙通道直達月台，沿站舍旁的「大平台站」巴士站向「大平台」方向前行至下一個路口，左轉後沿小路往下走約1分鐘，便可到達2號月台的盡頭，洗手間亦設於該處，同樣由月台亦可以此通道離開，但該出入口則沒有設置PASMO車票感應器。

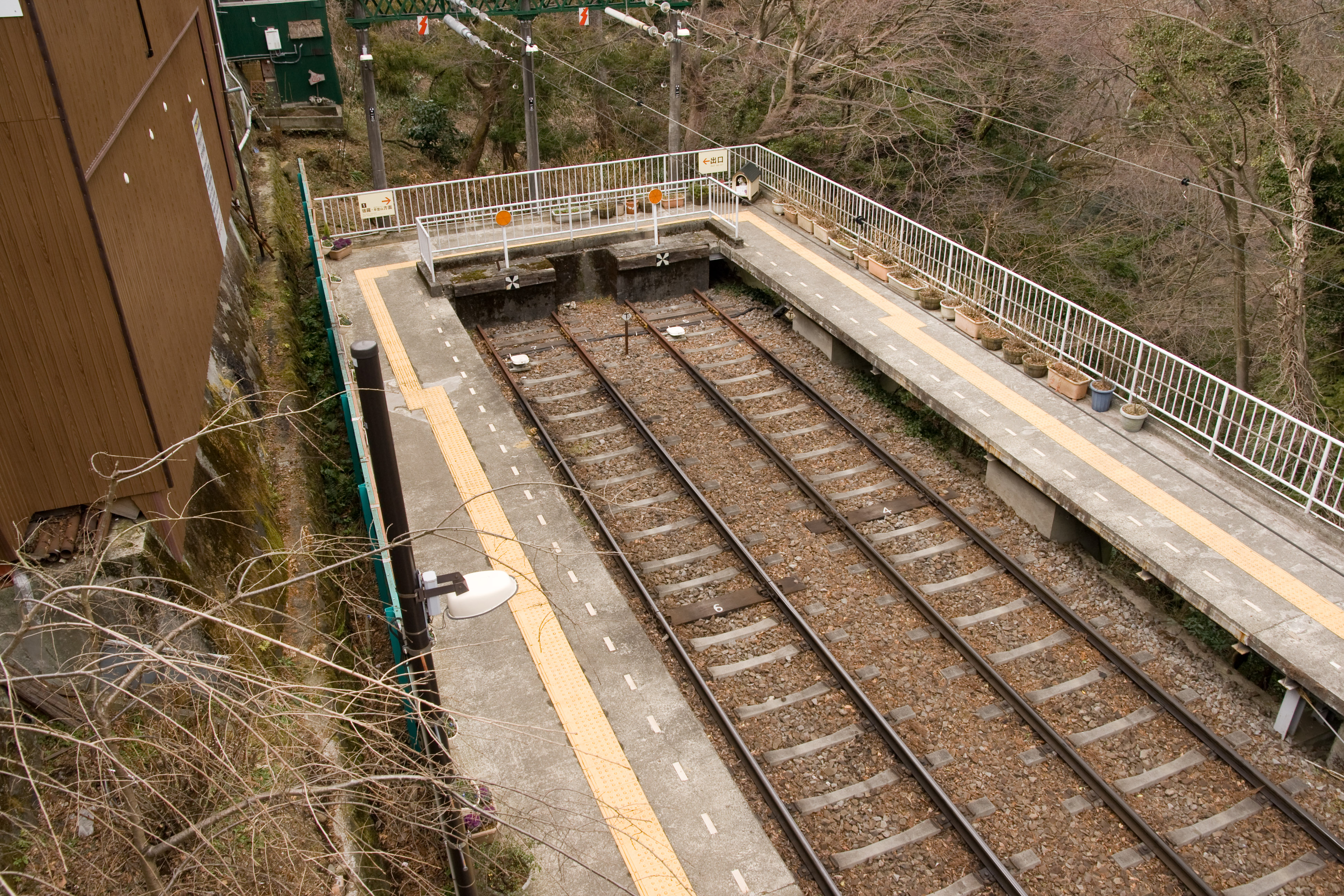
大平台站的港灣式月台。左方為往箱根湯本月台，路軌直駛至強羅；右側為往強羅方向月台，路軌直駛至箱根湯本。

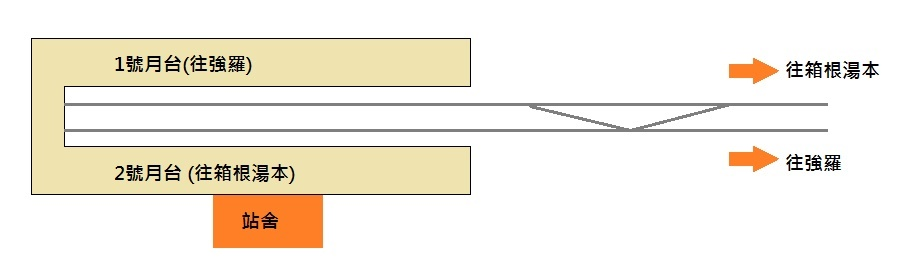
大平台站平面圖及線路（不按比例）。

設有側式月台2座，提供2線2面的配置，採用港灣式月台設計，以方便進行轉換軌道。列車進站時，先會直接駛進相關路軌、待駕駛員轉換駕駛室後，再通過轉轍器駛進另一條軌道。有效長度為3輛。
設施上則較為簡單，各月台上只放置了兩張候車座椅，另外末端向轉轍器方向約有2輛車廂長度的月台上蓋，至於連接兩個月台的港灣式通道則為露天區域。另外1號月台並沒有獨立的出入口，必須返回2號月台範圍才可以離開月台範圍。
過往站務室所處的月台稱為1號月台，後來才更換至現時的編排，原因不明。
| 月台 | 路線         | 方向 | 目的地               | 備註                       |
| ---- | ------------ | ---- | -------------------- | -------------------------- |
| 1    | 箱根登山電車 | 下行 | 強羅、早雲山方向     | 早雲山方向需於強羅轉乘     |
| 2    | 箱根登山電車 | 上行 | 箱根湯本、小田原方向 | 小田原方向需於箱根湯本轉乘 |

## 歷史
- 1919年6月1日：開業。

## 使用情況
| 年度   | 1日平均乗車人數 |
| ------ | --------------- |
| 1998年 | 319             |
| 1999年 | 285             |
| 2000年 | 278             |
| 2001年 | 258             |
| 2002年 | 260             |
| 2003年 | 256             |
| 2004年 | 255             |
| 2005年 | 235             |
| 2006年 | 236             |
| 2007年 | 237             |
| 2008年 | 213             |

## 車站周邊
- 大平台温泉
- 林泉寺

## 巴士路線
- 大平台站
  - 箱根登山巴士、伊豆箱根鐵道
  - 西方向
    - 箱根町（宮之下、小涌園、元箱根港經由） （箱根登山） ※平日1本班經盧之湯舊道
    - 關所跡、箱根町（宮之下、小涌園、元箱根經由） （伊豆箱根）※1日1班經湯之花酒店
    - 箱根園（宮之下、小涌園、元箱根經由） （伊豆箱根） ※限1日2班
    - 湖尻･箱根園（宮之下、小涌園、早雲山經由） （伊豆箱根） ※午間經大涌谷
    - 仙石案内所、桃源台、湖尻（宮之下、宮城野、仙石經由） （箱根登山）
    - 乙女峠、御殿場站（宮之下、宮城野、仙石經由） （箱根登山） ※限星期六2班

  - 東方向
    - 小田原站東口（湯本站經由） （箱根登山）
    - 小田原站東口（湯本站經由） （伊豆箱根）
    - 湯本站 （箱根登山）

## 軼事
- 車站內常有1至2隻流浪貓於月台上出沒，由於牠們並非由附近居民所飼養，因此月台上有告示，提醒遊人不要對牠們進行餵飼。
- 在通往1號月台的港灣小路上，放置了一間內有看門狗的狗屋藝術裝置。

## 相鄰車站
小田急箱根
 鐵道線（箱根登山電車）
塔之澤（OH 52）－（出山信號場）－大平台（OH 53）－（上大平台信號場）－（仙人台信號場）－宮之下（OH 54）

## 外部連結
- 大平台站（页面存档备份，存于） - 小田急箱根